# Embalse de Aldea del Cano
Embalse de Aldea del Cano este o arie protejată (arie de protecție specială avifaunistică — SPA) din Spania întinsă pe o suprafață de 185,94 ha, integral pe uscat.

## Localizare
Centrul sitului Embalse de Aldea del Cano este situat la coordonatele 39°15′58″N 6°17′28″W / 39.266111°N 6.291111°V.

## Înființare
Situl Embalse de Aldea del Cano a fost declarat arie de protecție specială avifaunistică în decembrie 2004 pentru a proteja 34 de specii de animale.

## Biodiversitate
Situată în ecoregiunea mediteraneană, aria protejată conține 4 habitate naturale: Păduri de Quercus ilex și Quercus rotundifolia, Pseudostepă cu ierburi și specii anuale de Thero-Brachypodietea, Pante stâncoase silicioase cu vegetație casmofită, Dehesas cu Quercus spp. perene.
La baza desemnării sitului se află mai multe specii protejate:
- păsări (33): fluierar de munte (Actitis hypoleucos), pescăruș albastru (Alcedo atthis), rață lingurar (Anas clypeata), rață fluierătoare (Anas penelope), rață mare (Anas platyrhynchos), rață pestriță (Anas strepera), gâscă cenușie (Anser anser), stârc cenușiu (Ardea cinerea), rață-cu-cap-castaniu (Aythya ferina), rața moțată (Aythya fuligula), rață roșie (Aythya nyroca),  prundaș gulerat mic (Charadrius dubius), chirighiță-cu-obraz-alb (Chlidonias hybridus), chirighiță neagră (Chlidonias niger), barză albă (Ciconia ciconia), egretă mică (Egretta garzetta), lișiță (Fulica atra), Galerida theklae, becațină comună (Gallinago gallinago), ciovlica roșcată (Glareola pratincola), cocor (Grus grus), pescăruș negricios (Larus fuscus), pescăruș râzător (Larus ridibundus), gaia neagră (Milvus migrans), cormoran mare (Phalacrocorax carbo), lopătar (Platalea leucorodia), ploier auriu (Pluvialis apricaria), corcodel mare (Podiceps cristatus), chiră mică (Sterna albifrons), corcodel mic (Tachybaptus ruficollis), fluierar cu picioare verzi (Tringa nebularia), fluierarul de zăvoi (Tringa ochropus), nagâț (Vanellus vanellus)
- reptile (1): Mauremys leprosa